# 河内花園駅
河内花園駅（かわちはなぞのえき）は、大阪府東大阪市吉田一丁目にある、近畿日本鉄道（近鉄）奈良線の駅。駅番号はA11。

## 歴史
- 1915年（大正4年）6月15日：大阪電気軌道の花園駅として開業[1]。
- 1932年（昭和7年）12月：大軌花園駅に改称[2][3]。
- 1941年（昭和16年）3月15日：参宮急行電鉄との合併により関西急行鉄道の駅となる[1]。同時に河内花園駅に改称[4]。
- 1944年（昭和19年）6月1日：会社合併により近畿日本鉄道の駅となる[1]。
- 1948年（昭和23年）3月31日：生駒トンネルでブレーキ故障のため暴走した列車が、当駅構内で先行列車に追突（近鉄奈良線列車暴走追突事故、死者49名）。駅西側のバス乗り場前には慰霊のため地蔵が建てられている。
- 1966年（昭和41年）7月：近鉄奈良方に200メートル駅を移設[2]。
- 2007年（平成19年）4月1日：ICカード「PiTaPa」の利用が可能となる[5]。
- 2010年（平成22年）5月30日：下り線の高架化工事が完成し供用開始[6]。
- 2014年（平成26年）9月21日：上り線の高架化工事が完成し供用開始[7]。

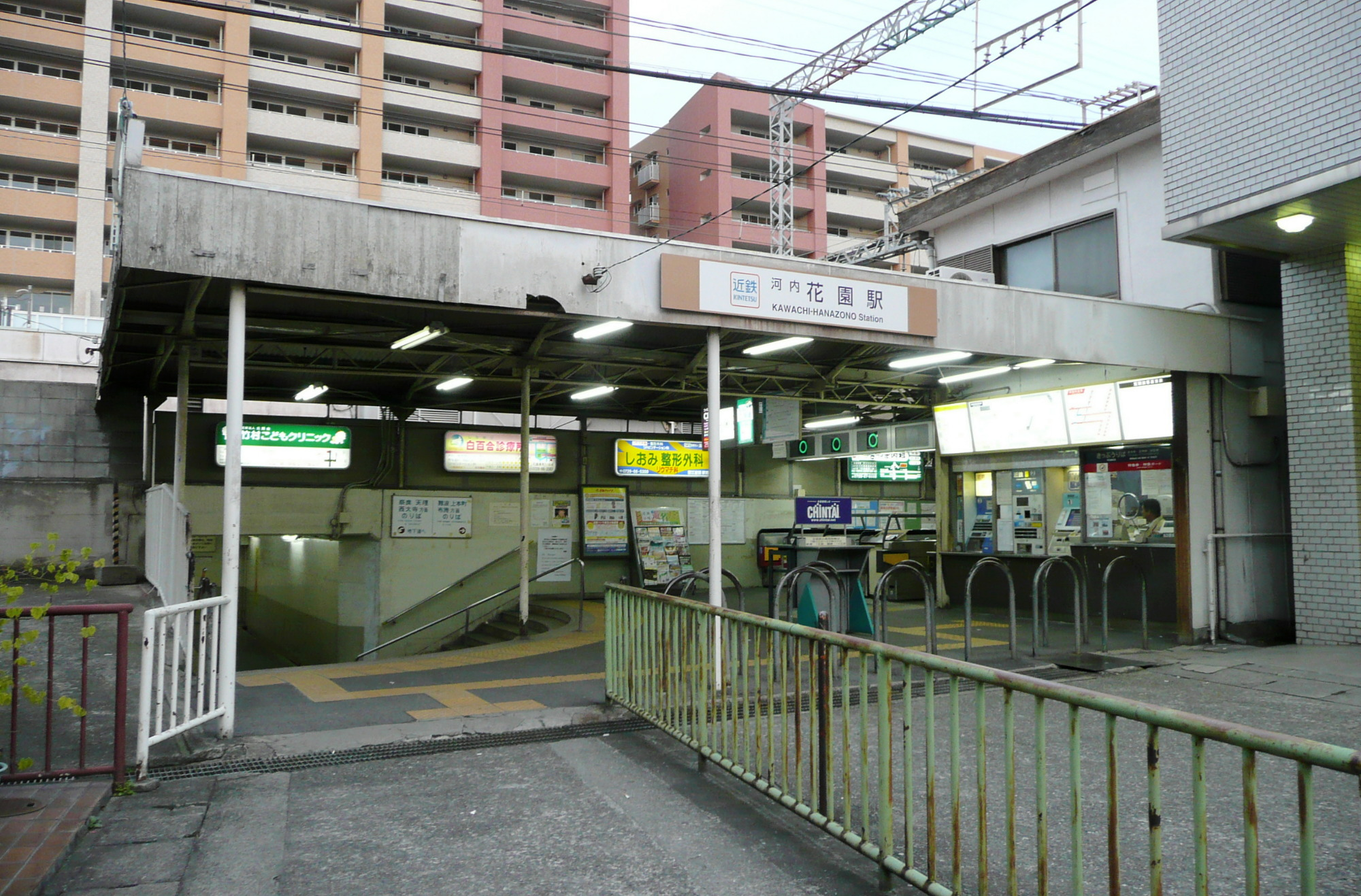
高架工事前の駅
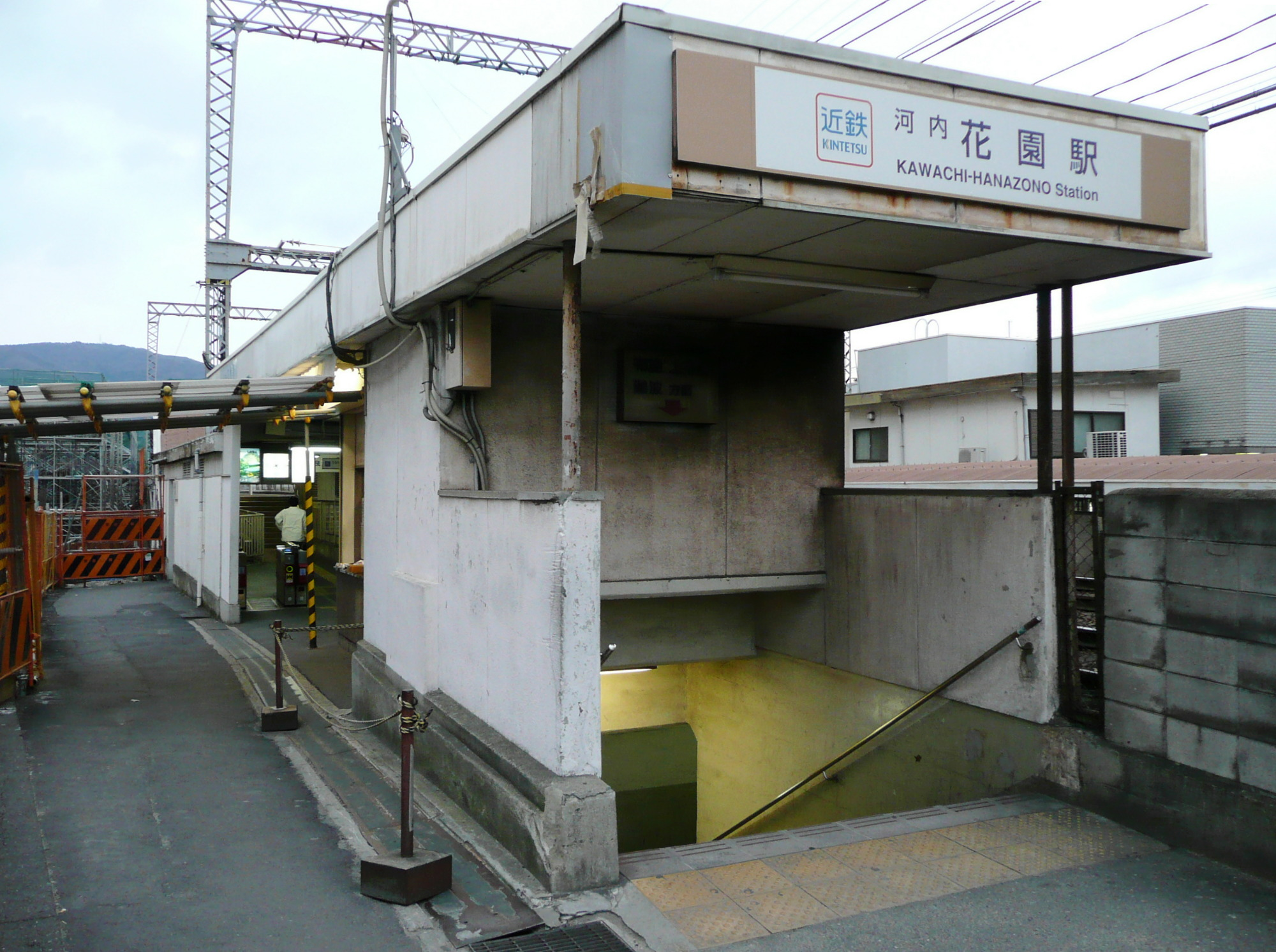
高架化前の駅北口。奥に見えるのが下り駅舎入り口。手前は上り駅舎へ続く地下道。

## 駅構造
相対式2面2線の高架駅。上りホームは仮設エレベーターと本設階段で接続し、ホーム拡張工事に合わせてエスカレーターを設置する。改札口は1か所。
東花園駅管理の有人駅で、PiTaPa・ICOCA対応の自動改札機および自動精算機（回数券カードおよびICカードのチャージに対応）が設置されている。

### のりば
| のりば | 路線     | 方向 | 行先               |
| ------ | -------- | ---- | ------------------ |
| 1      | A 奈良線 | 下り | 近鉄奈良方面       |
| 2      | A 奈良線 | 上り | 大阪難波・尼崎方面 |

## 利用状況
2023年11月7日における1日乗降人員は10,663人である。
近年における1日乗降人員の推移は下表の通り。
| 年度               | 特定日利用状況 | 特定日利用状況 | 特定日利用状況 | 特定日利用状況 | 1日平均 乗車人員 | 出典       | 出典          | 出典            |
| 年度               | 調査日         | 乗車人員       | 降車人員       | 乗降人員       | 1日平均 乗車人員 | 近鉄       | 大阪府        | 東大阪市        |
| ------------------ | -------------- | -------------- | -------------- | -------------- | ---------------- | ---------- | ------------- | --------------- |
| 1990年（平成02年） | 11月06日       | 11,069         | 10,841         | 21,910         |                  |            | [ 大阪府 1 ]  |                 |
| 1991年（平成03年） | -              | -              | -              | -              |                  |            | [ 大阪府 2 ]  |                 |
| 1992年（平成04年） | 11月10日       | 9,923          | 10,798         | 20,721         |                  |            | [ 大阪府 3 ]  |                 |
| 1993年（平成05年） | -              | -              | -              | -              |                  |            | [ 大阪府 4 ]  |                 |
| 1994年（平成06年） | -              | -              | -              | -              |                  |            | [ 大阪府 5 ]  |                 |
| 1995年（平成07年） | 12月05日       | 10,269         | 9,699          | 19,968         |                  |            | [ 大阪府 6 ]  |                 |
| 1996年（平成08年） | -              | -              | -              | -              |                  |            | [ 大阪府 7 ]  |                 |
| 1997年（平成09年） | -              | -              | -              | -              |                  |            | [ 大阪府 8 ]  |                 |
| 1998年（平成10年） | 11月10日       | 9,611          | 9,894          | 19,505         |                  |            | [ 大阪府 9 ]  |                 |
| 1999年（平成11年） | -              | -              | -              | -              | 9,488            |            | [ 大阪府 10 ] | [ 東大阪市 1 ]  |
| 2000年（平成12年） | 11月07日       | 8,793          | 8,622          | 17,415         | 9,087            |            | [ 大阪府 11 ] | [ 東大阪市 1 ]  |
| 2001年（平成13年） | -              | -              | -              | -              | 8,844            |            | [ 大阪府 12 ] | [ 東大阪市 1 ]  |
| 2002年（平成14年） | -              | -              | -              | -              | 8,483            |            | [ 大阪府 13 ] | [ 東大阪市 1 ]  |
| 2003年（平成15年） | 11月11日       | 7,780          | 7,669          | 15,449         | 8,201            |            | [ 大阪府 14 ] | [ 東大阪市 1 ]  |
| 2004年（平成16年） | -              | -              | -              | -              | 8,000            |            | [ 大阪府 15 ] | [ 東大阪市 2 ]  |
| 2005年（平成17年） | 11月08日       | 7,471          | 7,410          | 14,881         | 7,683            |            | [ 大阪府 16 ] | [ 東大阪市 3 ]  |
| 2006年（平成18年） | -              | -              | -              | -              | 6,580            |            | [ 大阪府 17 ] | [ 東大阪市 4 ]  |
| 2007年（平成19年） | -              | -              | -              | -              | 6,148            |            | [ 大阪府 18 ] | [ 東大阪市 5 ]  |
| 2008年（平成20年） | 11月18日       | 6,054          | 6,062          | 12,116         | 6,044            |            | [ 大阪府 19 ] | [ 東大阪市 6 ]  |
| 2009年（平成21年） | -              | -              | -              | -              | 5,756            |            | [ 大阪府 20 ] | [ 東大阪市 7 ]  |
| 2010年（平成22年） | 11月09日       | 6,071          | 6,017          | 12,088         | 5,762            | [ 近鉄 1 ] | [ 大阪府 21 ] | [ 東大阪市 8 ]  |
| 2011年（平成23年） | -              | -              | -              | -              | 5,696            |            | [ 大阪府 22 ] | [ 東大阪市 9 ]  |
| 2012年（平成24年） | 11月13日       | 5,750          | 5,803          | 11,553         | 5,752            | [ 近鉄 2 ] | [ 大阪府 23 ] | [ 東大阪市 10 ] |
| 2013年（平成25年） | -              | -              | -              | -              | 5,857            |            | [ 大阪府 24 ] | [ 東大阪市 11 ] |
| 2014年（平成26年） | -              | -              | -              | -              | 5,734            |            | [ 大阪府 25 ] | [ 東大阪市 12 ] |
| 2015年（平成27年） | 11月10日       | 5,730          | 5,701          | 11,431         | 5,690            | [ 近鉄 3 ] | [ 大阪府 26 ] | [ 東大阪市 13 ] |
| 2016年（平成28年） | -              | -              | -              | -              | 5,547            |            | [ 大阪府 27 ] | [ 東大阪市 14 ] |
| 2017年（平成29年） | -              | -              | -              | -              | 5,531            |            | [ 大阪府 28 ] | [ 東大阪市 15 ] |
| 2018年（平成30年） | 11月13日       | 5,400          | 5,587          | 10,987         | 5,493            | [ 近鉄 4 ] | [ 大阪府 29 ] | [ 東大阪市 16 ] |
| 2019年（令和元年） | -              | -              | -              | -              | 5,536            |            | [ 大阪府 30 ] | [ 東大阪市 17 ] |
| 2020年（令和02年） | -              | -              | -              | -              | 4,496            |            | [ 大阪府 31 ] | [ 東大阪市 18 ] |
| 2021年（令和03年） | 11月09日       | 5,083          | 5,041          | 10,124         | 4,774            | [ 近鉄 5 ] | [ 大阪府 32 ] | [ 東大阪市 19 ] |
| 2022年（令和04年） | 11月08日       | 5,180          | 5,148          | 10,328         | 5,169            | [ 近鉄 6 ] | [ 大阪府 33 ] | [ 東大阪市 20 ] |
| 2023年（令和05年） | 11月07日       |                |                | 10,663         |                  | [ 近鉄 7 ] |               |                 |

## 駅周辺
付近は住宅地で、駅の南北と線路沿いには商店街がある。前者の商店街は主要地方道茨木八尾線（府道15号）に指定されている。
- パザパはなぞの（河内花園駅前再開発ビル）
- 吉田春日神社（ラグビー神社）
- 東大阪花園郵便局
- 関西みらい銀行花園支店・河内花園支店
- 大阪府立たまがわ高等支援学校

## バス路線
北口ロータリーに近鉄バスが乗り入れる。停留所名は「花園駅前」。
このロータリーは駅高架化工事と関連して整備されたものである。現在使用しているのは1番のりばのみ。
- 花園線
  - 90番：山本駅前

## 隣の駅
近畿日本鉄道
A 奈良線
■快速急行・■急行・■準急・■区間準急
通過
■普通
若江岩田駅 (A10) - 河内花園駅 (A11) - 東花園駅 (A12)
- 括弧内は駅番号を示す。

### 利用状況の出典
1. ↑  駅別乗降人員 奈良線 橿原線 天理線 - 近畿日本鉄道
2. ↑  大阪府統計年鑑 - 大阪府
3. ↑  東大阪市統計書 - 東大阪市

#### 大阪府統計年鑑
1. ↑  大阪府統計年鑑（平成3年） (PDF)
2. ↑  大阪府統計年鑑（平成4年） (PDF)
3. ↑  大阪府統計年鑑（平成5年） (PDF)
4. ↑  大阪府統計年鑑（平成6年） (PDF)
5. ↑  大阪府統計年鑑（平成7年） (PDF)
6. ↑  大阪府統計年鑑（平成8年） (PDF)
7. ↑  大阪府統計年鑑（平成9年） (PDF)
8. ↑  大阪府統計年鑑（平成10年） (PDF)
9. ↑  大阪府統計年鑑（平成11年） (PDF)
10. ↑  大阪府統計年鑑（平成12年） (PDF)
11. ↑  大阪府統計年鑑（平成13年） (PDF)
12. ↑  大阪府統計年鑑（平成14年） (PDF)
13. ↑  大阪府統計年鑑（平成15年） (PDF)
14. ↑  大阪府統計年鑑（平成16年） (PDF)
15. ↑  大阪府統計年鑑（平成17年） (PDF)
16. ↑  大阪府統計年鑑（平成18年） (PDF)
17. ↑  大阪府統計年鑑（平成19年） (PDF)
18. ↑  大阪府統計年鑑（平成20年） (PDF)
19. ↑  大阪府統計年鑑（平成21年） (PDF)
20. ↑  大阪府統計年鑑（平成22年） (PDF)
21. ↑  大阪府統計年鑑（平成23年） (PDF)
22. ↑  大阪府統計年鑑（平成24年） (PDF)
23. ↑  大阪府統計年鑑（平成25年） (PDF)
24. ↑  大阪府統計年鑑（平成26年） (PDF)
25. ↑  大阪府統計年鑑（平成27年） (PDF)
26. ↑  大阪府統計年鑑（平成28年） (PDF)
27. ↑  大阪府統計年鑑（平成29年） (PDF)
28. ↑  大阪府統計年鑑（平成30年） (PDF)
29. ↑  大阪府統計年鑑（令和元年） (PDF)
30. ↑  大阪府統計年鑑（令和2年） (PDF)
31. ↑  大阪府統計年鑑（令和3年） (PDF)
32. ↑  大阪府統計年鑑（令和4年） (PDF)
33. ↑  大阪府統計年鑑（令和5年） (PDF)

#### 東大阪市統計書
1. 1 2 3 4 5  平成16年版　統計書 - 東大阪市 (PDF)
2. ↑  平成17年版　統計書 - 東大阪市 (PDF)
3. ↑  平成18年版　統計書 - 東大阪市 (PDF)
4. ↑  平成19年版　統計書 - 東大阪市 (PDF)
5. ↑  平成20年版　統計書 - 東大阪市 (PDF)
6. ↑  平成21年版　統計書 - 東大阪市 (PDF)
7. ↑  平成22年版　統計書 - 東大阪市 (PDF)
8. ↑  平成23年版　統計書 - 東大阪市 (PDF)
9. ↑  平成24年版　統計書 - 東大阪市 (PDF)
10. ↑  平成25年版　統計書 - 東大阪市 (PDF)
11. ↑  平成26年版　統計書 - 東大阪市 (PDF)
12. ↑  平成27年版　統計書 - 東大阪市 (PDF)
13. ↑  平成28年版　統計書 - 東大阪市 (PDF)
14. ↑  平成29年版　統計書 - 東大阪市 (PDF)
15. ↑  平成30年版　統計書 - 東大阪市 (PDF)
16. ↑  令和元年版　統計書 - 東大阪市 (PDF)
17. ↑  令和2年版　統計書 - 東大阪市 (PDF)
18. ↑  令和3年版　統計書 - 東大阪市 (PDF)
19. ↑  令和4年版　統計書 - 東大阪市 (PDF)
20. ↑  令和5年版　統計書 - 東大阪市 (PDF)

#### 近畿日本鉄道
1. ↑  “駅別乗降人員 奈良線 橿原線 天理線”.   近畿日本鉄道. 2013年3月23日時点のオリジナルよりアーカイブ。2024年12月8日閲覧。
2. ↑  “駅別乗降人員 奈良線 橿原線 天理線”.   近畿日本鉄道. 2014年3月6日時点のオリジナルよりアーカイブ。2024年12月8日閲覧。
3. ↑  “駅別乗降人員 奈良線 橿原線 天理線”.   近畿日本鉄道. 2016年6月8日時点のオリジナルよりアーカイブ。2024年12月8日閲覧。
4. ↑  “駅別乗降人員 奈良線 橿原線 天理線”.   近畿日本鉄道. 2020年2月18日時点のオリジナルよりアーカイブ。2024年12月8日閲覧。
5. ↑  近鉄線駅別乗降人員データ【調査日：令和3年11月9日(火)】 (PDF)
6. ↑  近鉄線駅別乗降人員データ【調査日：令和4年11月8日(火)】 (PDF)
7. ↑  近鉄線駅別乗降人員データ【調査日：令和5年11月7日(火)】 (PDF)